# Kalvholmen (vid Ekenäs, Raseborg)
Kalvholmen är en ö i Finland. Den ligger i Finska viken eller Skärgårdshavet och i kommunen Raseborg i landskapet Nyland, i den södra delen av landet. Ön ligger omkring 89 kilometer väster om Helsingfors.
Öns area är 0,3 hektar och dess största längd är 90 meter i sydväst-nordöstlig riktning. I omgivningarna runt Kalvholmen växer i huvudsak barrskog. Runt Kalvholmen är det glesbefolkat, med 19 invånare per kvadratkilometer. Närmaste större samhälle är Ekenäs, 2,0 km nordost om Kalvholmen.